# Alison Brie

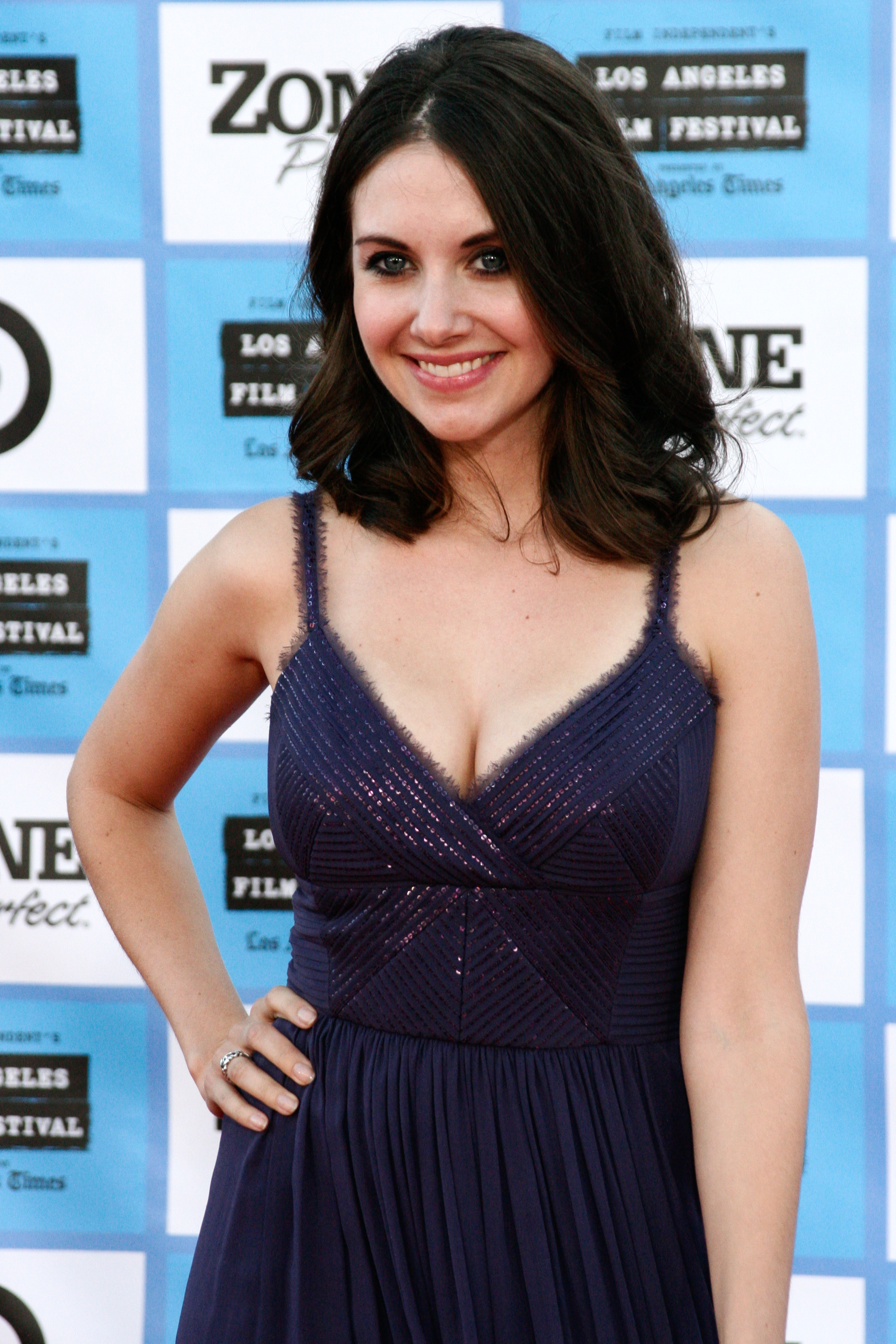
Brie w 2009

Alison Brie Schermerhorn (ur. 29 grudnia 1982 w Hollywood) – amerykańska aktorka, wystąpiła m.in. w serialach Community, Mad Men i GLOW.

## Życiorys
Urodzona 29 grudnia 1982 roku w Hollywood jako Alison Brie Schermerhorn, córka opiekunki dziecięcej Joanne Brenner i Charlesa Terry’ego Schermerhorna, muzyka i komika. Dorastała w South Pasadena, od dzieciństwa zainteresowana aktorstwem, występowała w teatrze przy Jewish Community Center w Los Feliz. Po ukończeniu South Pasadena High School w 2001 roku, wstąpiła na studia aktorskie na California Institute of the Arts. Równocześnie studiowała na Royal Scottish Academy of Music and Drama w Glasgow. Po ukończeniu studiów zaczęła występować w produkcjach telewizyjnych.

## Życie prywatne
Od 2012 roku związana z Dave’em Franco, od 2015 zaręczona. Od 2017 roku są małżeństwem.

## Filmografia
Filmy
| Rok  | Tytuł                                                | Rola                  | Uwagi                |
| ---- | ---------------------------------------------------- | --------------------- | -------------------- |
| 2004 | Stolen Poem                                          | Alice                 | film krótkometrażowy |
| 2007 | Dickie Smalls: From Shame to Fame                    | Mya                   |                      |
| 2007 | Born                                                 | Mary Elizabeth        |                      |
| 2008 | Salvation, Texas                                     | Lisa Salter           | film krótkometrażowy |
| 2008 | Parasomnia                                           | Darcy                 |                      |
| 2008 | The Deadliest Lesson                                 | Amber                 | film telewizyjny     |
| 2008 | The Coverup                                          | Grace                 |                      |
| 2008 | Buddy 'n' Andy                                       | Michelle              | film krótkometrażowy |
| 2009 | Us One Night                                         | Alyson                | film krótkometrażowy |
| 2010 | The Home Front                                       | Hannah                | film krótkometrażowy |
| 2010 | Raspberry Magic                                      | Ms. Bradlee           |                      |
| 2010 | Montana Amazon                                       | Ella                  |                      |
| 2011 | Krzyk 4 (Scream 4)                                   | Rebecca Walters       |                      |
| 2012 | Save the Date                                        | Beth                  |                      |
| 2012 | Jeszcze dłuższe zaręczyny (The Five-Year Engagement) | Suzie Barnes-Eilhauer |                      |
| 2012 | Misadventures of the Dunderheads                     | Ella                  |                      |
| 2013 | The Kings of Summer                                  | Heather Toy           |                      |
| 2014 | Lego: Przygoda (The Lego Movie)                      | Unikitty              | dubbing              |
| 2014 | Niezły Meksyk (Search Party)                         | Elizabeth             |                      |
| 2015 | Sypiając z innymi (Sleeping with Other People)       | Lainey                |                      |
| 2015 | Cienki Bolek (Get Hard)                              | Alissa                |                      |
| 2015 | No Stranger Than Love                                | Lucy Sherrington      |                      |
| 2016 | Jak to robią single                                  | Lucy                  |                      |
| 2016 | Get a Job                                            | Tanya Sellers         |                      |
| 2016 | A Family Man                                         | Lynn Vogel            |                      |
| 2017 | The Little Hours                                     | Alessandra            |                      |
| 2017 | The Disaster Artist                                  | Amber                 |                      |
| 2017 | Czwarta władza                                       | Lally Graham          |                      |

Seriale
| Rok       | Tytuł                            | Rola                                         | Uwagi        |
| --------- | -------------------------------- | -------------------------------------------- | ------------ |
| 2006      | Hannah Montana                   | Nina                                         | 1 odcinek    |
| 2007      | Not Another High School Show     | Muffy                                        | Pilot        |
| 2007–2015 | Mad Men                          | Trudy Campbell                               | 36 odcinków  |
| 2008      | My Alibi                         | Rebecca Fuller                               | 14 odcinków  |
| 2009–2015 | Community                        | Annie Edison                                 | 110 odcinków |
| 2009      | Hot Sluts                        | Amber                                        | 5 odcinków   |
| 2011      | Robot Chicken                    | Martha Stewart / Vampire Lifeguard (dubbing) | 1 odcinek    |
| 2012      | NTSF:SD:SUV::                    | Joanie                                       | 1 odcinek    |
| 2012      | Amerykański tata (American Dad!) | Lindsay (dubbing)                            | 1 odcinek    |
| 2013      | High School USA!                 | Miss Temple (dubbing)                        | 1 odcinek    |
| 2013      | Axe Cop                          | Best Fairy Ever (dubbing)                    | 1 odcinek    |
| 2014–2017 | BoJack Horseman                  | dubbing (różne głosy)                        | 24 odcinki   |
| 2017      | GLOW                             | Ruth Wilder                                  | główna rola  |